# Yūki Yūna wa Yūsha de Aru
Yuki Yuna wa Yusha de Aru (結城友奈は勇者である, Yūki Yūna wa Yūsha de Aru) é uma série de anime produzida pelo Studio Gokumi e realizada por Seiji Kishi, como parte do projeto de mídia Takahiro IV Project. A série foi transmitido no Japão entre 16 de outubro e 25 de dezembro de 2014 no canal MBS. Na América do Norte, o anime sob o título de Yuki Yuna is a Hero, foi licenciado pela Ponycan USA. Uma prequela de light novel e as três séries mangás acompanhadas, foram publicadas pela ASCII Media Works. Um jogo para a plataforma PlayStation Vita, foi lançado no Japão em 26 de fevereiro de 2015. Uma visual novel para Windows foi lançada em 17 de dezembro de 2014, com o primeiro DVD e um volume de disco Blu-ray do anime e o segundo será lançado com o sexto volume em 20 de maio de 2015.

## Enredo
A história se passa na ilha japonesa Shikoku na era de Deus. Yūna, Mimori, Fū, e Itsuki são integrantes do Clube de Heróis do Colegial Sanshu (讃州中学勇者部, Sanshū Chūgaku Yūsha-bu), dedicado a ajudar aqueles que solicitam auxílio. Em um dia normal, as integrantes do Clube de Heróis, de repente são pegas por uma explosão de luz e transportadas para uma floresta estranha, onde elas encontram monstros misteriosos conhecidos como Vertex que pretendem destruir a Shinju (神樹, "Árvore Divina"), a deidade guardiã que protege e abençoa a humanidade. Usando um aplicativo de telefone especial concedido pela própria Shinju, Yuna e suas amigas se transformam em "heroínas" com poderes mágicos, para protegerem o mundo da destruição iminente.

## Média

### Mídia de impressão
A prequela de light novel intitulada Washio Sumi wa Yūsha de Aru (鷲尾須美は勇者である, lit. Washio Sumi é uma Heroína), escrita por Takahiro e ilustrada por Bunbun, foi publicada na revista Dengeki G's Magazine pela editora ASCII Media Works em 30 de abril de 2014 e 29 de novembro de 2014. O romance se passa dois anos antes do período de tempo do anime.
A adaptação em mangá, intitulada Washio Sumi wa Yūsha de Aru, foi ilustrada por Mottsun e publicada na revista Dengeki G's Comic pela editora ASCII Media Works em 30 de junho de 2014. O mangá intitulado Yūki Yūna wa Yūsha-bu Shozoku (結城友奈は勇者部所属, lit. Yūki Yūna entra para o Clube de Heróis), foi escrito por Takahiro, ilustrado por Kotamaru e publicado na revista Dengeki G's Magazine em 30 de julho de 2014. O primeiro volume do terceiro mangá, intitulado Yūki Yūna wa Yūsha de Aru, foi ilustrado por Tōko Kanno e lançado em 27 de novembro de 2014. Yūki Yūna wa Yūsha de Aru mais tarde começou a ser publicado pela Dengeki G's Comic em 26 de dezembro de 2014.

### Anime
A série de anime de 12 episódios foi produzida pelo Studio Gokumi e dirigida por Seiji Kishi. Planejado por Takahiro, o guião do anime foi escrito por Makoto Uezu e o desenho dos personagens foram feitos por Takahiro Sakai. A série estreou no Japão pelo canal MBS entre 16 de outubro e 25 de dezembro de 2014 e foi transmitido simultaneamente pelo Crunchyroll. O tema de abertura foi "Hoshi to Hana" (ホシトハナ, Estrela e Flor) e o tema de encerramento foi "Aurora Days" (Dias áureos); ambos performados por Sanshū Chūgaku Yūsha-bu (Haruka Terui, Suzuko Mimori, Yumi Uchiyama, Tomoyo Kurosawa e Juri Nagatsuma). O tema de encerramento do quarto episódio foi uma versão acústica e do nono episódio foi "Inori no Uta" (祈りの歌, Canção da Oração) de Tomoyo Kurosawa. O anime foi licenciado na América do Norte pela Ponycan USA da Pony Canyon, que lançou a série com dublagem americana no DVD e disco Blu-ray em 10 de abril de 2015.

### Jogos eletrónicos
Duas visuals novels para a plataforma Windows, foram desenvolvidas por Minato Soft e cenários apresentados foram escritos por Takahiro e Osamu Murata, que foram empacotados com o primeiro e sexto volume de DVD e disco Blu-ray da série de anime, lançados em 17 de dezembro de 2014 e 20 de maio de 2015, respectivamente. Cada visual novel apresentou dez diferentes cenários originais para o jogo e foi totalmente dublada pelo elenco original. Os gráficos foram feitos pelo Studio Gokumi. O jogo eletrônico de ação, intitulado Yūki Yūna wa Yūsha de Aru: Jukai no Kioku (結城友奈は勇者である 樹海の記憶, lit. Yūna Yūki é uma Heroína: Memórias da Árvore e do Mar), foi desenvolvido por FuRyu e lançado em 26 de fevereiro de 2015 para PlayStation Vita.

## Lista de episódios
| #  | Título                                                                               | Exibição original      |
| -- | ------------------------------------------------------------------------------------ | ---------------------- |
| 1  | "O verdadeiro coração de uma donzela" 乙女の真心 (Otome no Magokoro)                 | 16 de outubro de 2014  |
|    |                                                                                      |                        |
| 2  | "Pensamentos nobres" ろうたけたる思い (Rōtaketaru Omoi)                              | 16 de outubro de 2014  |
|    |                                                                                      |                        |
| 3  | "Equilíbrio moral" 風格ある振る舞い (Fūkaku Aru Furumai)                             | 23 de outubro de 2014  |
|    |                                                                                      |                        |
| 4  | "Corações brilhantes" 輝く心 (Kagayaku Kokoro)                                       | 30 de outubro de 2014  |
|    |                                                                                      |                        |
| 5  | "Superando a adversidade" 困難に打ち勝つ (Konnan ni Uchikatsu)                       | 6 de novembro de 2014  |
|    |                                                                                      |                        |
| 6  | "Em antecipação ao amanhã" 明日に期待して (Ashita ni Kitai shite)                    | 13 de novembro de 2014 |
|    |                                                                                      |                        |
| 7  | "A felicidade idílica" 牧歌的な喜び (Bokkateki na Yorokobi)                          | 20 de novembro de 2014 |
|    |                                                                                      |                        |
| 8  | "Bênçãos dos Deuses" 神の祝福 (Kami no Shukufuku)                                    | 27 de novembro de 2014 |
|    |                                                                                      |                        |
| 9  | "Aqueles que conhecem o sofrimento" 心の痛みを判る人 (Kokoro no Itami o Wakaru Hito) | 4 de dezembro de 2014  |
|    |                                                                                      |                        |
| 10 | "Laços de amor" 愛情の絆 (Aijō no Kizuna)                                            | 11 de dezembro de 2014 |
|    |                                                                                      |                        |
| 11 | "Paixão" 情熱 (Jōnetsu)                                                              | 18 de dezembro de 2014 |
|    |                                                                                      |                        |
| 12 | "Um sorriso para você" 貴方に微笑む (Anata ni Hohoemu)                               | 25 de setembro de 2014 |
|    |                                                                                      |                        |